# Cory Bradford
Cory Dion Bradford (Memphis, 4 dicembre 1978) è un cestista statunitense, professionista in Europa, Asia e Sudamerica.

## Carriera
Con gli Stati Uniti ha disputato le Universiadi di Palma di Maiorca 1999.

## Palmarès
- CBA All-Rookie First Team (2003)